# Peterbald
Peterbald je bezsrsté plemeno kočky domácí původem z Ruska. Bylo vyšlechtěno v Petrohradu roku 1994 z donského sphynxe a orientální kočky. Roku 2007 pak bylo plemeno uznáno The International Cat Association (TICA) a o pět let později Fédération Internationale Féline (FIFe). Ačkoliv se koťata rodí osrstěná, do dvou až tří let srst zcela zmizí.

## Historie
Roku 1988 se v ruském městě Rostov na Donu objevily první kočky s neobvyklým osrstěním. Později se tomuto plemeni začalo říkat donský sphynx, a během experimentálního křížení v Petrohradu v roce 1994 se narodil vrh zkřížený s orientální kočkou. Jedno z koťat z tohoto spojení, Nocturne Iz Murino, se stalo základem pro chov peterbaldů.

## Popis
Oficiálně standard dle TICA popisuje peterbaldy jako inteligentní a elegantní zvířata. Tělo je středně velké, dlouhé a dobře osvalené, typický je i ladný pohyb, ačkoliv nohy mohou působit vyhuble až kostnatě. Hlava je velká a klínovitého tvaru. Uši jsou oproti zbytku hlavy velké a mají trojúhelníkový tvar, oči by měly být středně velké, mandlovitého tvaru a šikmo posazené. Jejich barva nezávisí na zbarvení kůže, která je přiléhavá a měkká na dotek. Nicméně rodí se i jedinci s velice krátkou srstí, která připomíná hedvábí. Zbarvení může být jakékoliv.
Povahově jsou peterbaldové velmi inteligentní a hraví. Nebývají bázliví ani vůči cizincům a snadno vychází i s jinými kočkami nebo psy. Jedná se o poměrně hlasité kočky.